# فرودگاه طراز
فرودگاه طراز (به لاتین: Talas Airport) یک فرودگاه در قرقیزستان است که در شهر طراز واقع شده‌است.